# Serhi Herbel
Serhiy Herbel (en ukrainien : Сергій Гepбeл, né en 1856 dans une famille de commerçants de la province de Saint-Pétersbourg) est un homme politique ukrainien qui fut premier ministre durant l'Hetmanat[réf. nécessaire].
Il finit son service militaire en 1883, puis vécut à Kherson où il occupa diverses fonctions dans les conseils et les comtés de province. Il deviendra membre du conseil de la région de Kherson en 1886 puis son président en 1900. Il devint de 1903 à 1904 gouverneur de Kharkiv. De 1904 à 1912 il fut le responsable de l'économie locale au sein du ministère des Affaires intérieures de Russie et membre du Conseil d'État. Pendant la Première Guerre mondiale il reçut plusieurs récompenses, l'Ordre de 3e classe de Sainte-Anne, la 4e classe Saint-Vladimir, la 2e classe Saint-Stanislas.
Le 29 mai 1918 il devint le représentant des ministres vis-à-vis de l'état-major général des troupes austro-hongrois basé à Odessa. À partir du 3 juillet 1918, il participa à la réforme agraire mise en place par Fedir Lyzohoub. Il souligna la nécessité de réorienter la politique étrangère de l’État ukrainien avec l'idée d'établir une fédération des territoires de l'ancien Empire russe. À la mi-décembre, il fut arrêté à Kiev, le pouvoir ukrainien de la république populaire ukrainienne l'emprisonna. Serhy Gerbel sorti en février 1919 et s'installa à Odessa. Plus tard il s'installa en Allemagne. Son année de décès est inconnue.